# 盤形櫛鱗鰨
盤形櫛鱗鰨為輻鰭魚綱鰈形目鰨亞目鰨科的其中一種，分布於中北太平洋澳洲昆士蘭海域，體長可達6.8公分，棲息在底層水域，生活習性不明。